# Dictator (Centerfold)
Dictator è un singolo del trio pop olandese Centerfold, pubblicato nel 1986 e inserito nell'unico album in studio del gruppo Man's Ruin. Il brano ha raggiunto un grande successo in tutto il mondo, arrivando primo in diversi paesi e diventando il singolo più conosciuto del gruppo.

## Tracce
1. Dictator – 3:40
2. Dictator (Instrumental Version) – 3:40
3. Dictator (Dance Mix) – 7:31
4. Dictator (Second Instrumental Version) – 3:30

## Classifiche
| Classifica (1986)                | Posizione massima in classifica |
| -------------------------------- | ------------------------------- |
| Australia                        | 4                               |
| Austria                          | 20                              |
| Belgio (Fiandre)                 | 1                               |
| Belgio(Vallonia)                 | 2                               |
| Canada                           | 11                              |
| Francia                          | 15                              |
| Germania                         | 9                               |
| Irlanda                          | 10                              |
| Italia                           | 7                               |
| Paesi Bassi (Top 40)             | 6                               |
| Paesi Bassi (Top 100)            | 3                               |
| Paesi Bassi (Dutch Dance Charts) | 1                               |
| Nuova Zelanda                    | 10                              |
| Regno Unito                      | 6                               |
| Svezia                           | 5                               |
| Svizzera                         | 5                               |
| US Billboard Hot 100             | 12                              |